# FIBA Diamond Ball 2008
Il torneo di pallacanestro FIBA Diamond Ball 2008 è stata una manifestazione cestistica svoltasi in Cina.
Il torneo maschile si è svolto a Nanchino, quello femminile a Haining.

## Medagliere
| Posizione | Paese       |   |   |   | Totale |
| --------- | ----------- | - | - | - | ------ |
| 1         | Argentina   | 1 | 0 | 0 | 1      |
| 1         | Stati Uniti | 1 | 0 | 0 | 1      |
| 3         | Australia   | 0 | 2 | 0 | 2      |
| 4         | Cina        | 0 | 0 | 2 | 2      |
| Totale    | Totale      | 2 | 2 | 2 | 6      |